# Sherington
Sherington est une paroisse civile et un village du Buckinghamshire, en Angleterre.